# 顎十郎捕物帳
『顎十郎捕物帳』（あごじゅうろうとりものちょう）は、久生十蘭による時代小説。
1939年（昭和14年）1月から1940年（昭和15年）7月まで雑誌『奇譚』（奇譚社）に連載された。他に、雑誌『新青年』（博文館）1940年6月号に掲載された「遠島船」などがあり、全24話が執筆されている。なお、連載時の筆名は「六戸部力」（むとべ つとむ）、最初に単行本化された際の筆名は「谷川早」（たにかわ はやし）であった。
幕末の江戸を舞台とした、人並外れた巨大な顎を持つ「顎十郎」こと仙波阿古十郎（せんば あこじゅうろう）を主人公とする捕物帳である。顎十郎は物語前半では北町奉行所同心であったが、物語中盤で、ある失敗から引責辞職し、以後は駕籠屋に転職する。
のち、都筑道夫が遺族の許可を得て、1980年（昭和55年）から1985年（昭和60年）にかけて『新顎十郎捕物帳』を執筆している。
1957年（昭和32年）、1968年（昭和43年）にテレビドラマ化された。

## 作品
本作は、単行本化や雑誌・アンソロジー等への再録に際して改稿・改題がたびたび行われているため、複数のバージョンが存在しており、また、作品の収録順も単行本によって異なっている。以下に、国書刊行会版『定本久生十蘭全集』第2巻所収の全24話の題名と、初出、別題を示す。
1. 捨公方 - 『奇譚』1940年8月号（初出「弘化花暦」）、別題「双生児公方」
2. 稲荷の使 - 『奇譚』1939年1月号（初出「稲荷の使ひ」）、別題「万年青番付」
3. 都鳥 - 『奇譚』1939年2月号（初出「猫屋敷」）
4. 鎌いたち - 『奇譚』1939年3月号、別題「青鱚」「青ぎす」「鎌いたちの謎」
5. ねずみ - 『奇譚』1939年5月号（初出「堺屋騒動」）、別題「忠助」
6. 三人目 - 『奇譚』1939年7月号、別題「千賀春の死」
7. 紙凧（たこ） - 初出未詳（1941年8月刊『顎十郎評判捕物帳 第二』に書き下ろし?）、別題「金座の凧」「金座凧合戦」
8. 氷献上 - 初出未詳（1941年8月刊『顎十郎評判捕物帳 第二』に書き下ろし?）、別題「氷献上騒動」
9. 丹頂の鶴 - 『奇譚』1939年8月号（初出「捕物御前試合」）、別題「鶴は千年」
10. 野伏大名 - 『奇譚』1939年10月号、別題「洲崎」
11. 御代参の乗物 - 『奇譚』1939年6月号（初出「十三人の腰元」）、別題「陀羅尼品」
12. 咸臨丸受取 - 『奇譚』1939年4月号（初出「一節切」）、別題「咸臨丸騒動」
13. 遠島船 - 『新青年』1940年6月号、別題「船幽霊」「幽霊遠島船」
14. 蕃拉布（ハンドカチフ） - 『奇譚』1939年11月号（初出「開化組壊滅」）
15. 日高川 - 『奇譚』1939年9月号（初出「新説娘道成寺」）
16. 菊香水 - 『奇譚』1939年12月号（初出「秘香詮議」）
17. 初春狸合戦 - 『奇譚』1940年1月号
18. 永代経 - 『奇譚』1940年3月号
19. 両国の大鯨 - 『奇譚』1940年5月号（初出「両国の黒鯨」）
20. 金鵬釵（きんぽうさ） - 『奇譚』1940年6月号
21. かごやの客 - 『奇譚』1940年4月号、別題「酒屋姫君」
22. 小鰭の鮨 - 『奇譚』1940年7月号
23. 猫眼の男 - 『奇譚』1940年2月号
24. 蠑螈（いもり） - 初出未詳（1940年4月刊『顎十郎評判捕物帳』に書き下ろし?）、別題「蠑螈の怪」

物語中の時系列では最初のエピソードとなる「捨公方」は、もとは「谷川早」名義で書かれた「弘化花暦」（初出『奇譚』1940年8月号）という、顎十郎とは無関係の短編であったものを、春陽堂版『顎十郎評判捕物帳』（1941年4月）を刊行する際に、主人公を顎十郎に書き改めた上で、シリーズ第1話として収録したものである。ただし、この改稿は徹底しておらず、「捨公方」が弘化4年（1847年）頃の事件であるのに対し、設定上はその翌年の事件であるはずの「稲荷の使」が「文久のはじめごろ」（文久は1861年 - 1864年）となっている、という矛盾が生じている。
また、作中で江戸の名物奉行だった上杉忠澄が北町奉行との記述があるが、史実では南町奉行（のち大目付）である。
最初の単行本は、連載中の1940年4月に「谷川早」名義で博文館より刊行された『顎十郎捕物帖』で、前半の12編が収録されている。連載終了後、1941年（昭和16年）に春陽堂から「谷川早」名義で『顎十郎評判捕物帳』2巻が刊行され、22編が収録された（「野伏大名」が収録されず、また「ねずみ」が「三人目」に統合されている）。このとき大幅な改稿がなされている。
上述の通り連載時には「六戸部力」、初期の単行本では「谷川早」の名義が使われていたが、1943年8月に満州国の大東亜出版社から発行された『幽霊遠島船』は「久生十蘭」の名義で刊行されている。
1950年6月に岩谷書店から刊行された岩谷選書版『顎十郎捕物帳』（上・下）で、初めて全24編が収録された。以後の版はすべて久生十蘭名義で出版されている。
1951年9月刊行の春陽文庫版『顎十郎評判捕物帳 (1)』（第2巻以降は刊行されていない。10編収録）、1952年3月刊行の春陽堂版『平賀源内捕物帳』（表題作全8編と『顎十郎』12編を収録。うち10編は『顎十郎評判捕物帳 (1)』と重複）で、さらなる改稿が加えられている。これが最終版であるが、24編中12編のみしか収録されていないため、三一書房版『久生十蘭全集』、創元推理文庫版『日本探偵小説全集』、国書刊行会版『定本 久生十蘭全集』などでは、全作品を収録した岩谷書店版を底本としている。ただし、岩谷書店版の配列順は連載時と異なるのみならず、物語世界内での時系列とも矛盾する点が指摘されている（たとえば、第7話「紙凧」は、顎十郎が甲府勤番を辞職後、まだ同心になる前の設定なので、時系列上は第1話「捨公方」と第2話「稲荷の使」の間に入るべき話のはずである）。

## 登場人物
仙波阿古十郎（せんば あこじゅうろう）／顎十郎
「稲荷の使」の時点で28歳。北町奉行所与力である叔父の森川庄兵衛の世話で甲府勤番をつとめていたが、半年で辞めてしまい、その後、やはり庄兵衛の世話で北町奉行所の同心無足見習となり、例繰方撰要方兼帯の役職につく。普段は本郷弓町の裏長屋か中間部屋でとぐろを巻いている。
庄兵衛や、その組下の松五郎から事件を持ち込まれることが多い。例繰方は刑事の前例を調べる役職であり、犯罪捜査を行う役職ではないため、手柄はすべて庄兵衛に譲り、その代わりに小遣いをせしめている。しかし、捕物名人としての名は、上は将軍から下は庶民に到るまで広く知れ渡っている。
顔の面積のほぼ半分が顎、という異相の持ち主であり、「顎十郎」という通称はこれにちなむ。ただし、本人の前では「顎」という言葉を口にすることはもちろん、顎を連想させるしぐさすらも絶対のタブーとなっており、本人の目の前で顎をなでたというだけで、抜き打ちに斬りつけたことすらある。本人の前で「顎」というのを許されているのは、従妹の花世だけである。この特異な容貌については、シラノ・ド・ベルジュラックがヒントになっていることが指摘されている。『新青年』編集長で、十蘭の函館中学での後輩でもある水谷準は、シラノの鼻をヒントに、自分と十蘭との二人で考えた、と証言している。都筑道夫は、「シラノ・ド・ベルジュラックから思いついて、鼻のかわりに、つたえられる諸葛孔明の顔の長さを、あてはめたものだろう」と推測している。
顎のことを除けば物事に動じることのない、飄々としてとぼけた、人を食った性格。切れ者であり、また剣術の達人でもある。中間、陸尺、馬丁らの間では不思議な人気があり、彼等の間にひそかな情報網を築き上げている。
「菊香水」で失態を演じた責任をとって北町奉行所を辞任。次の「初春狸合戦」からは、「阿古長」（あこちょう）と名乗り、浪人くずれの「とど助」こと雷土々呂進と組んで駕籠屋に転職する。
森川庄兵衛
顎十郎の叔父（母の兄）。北町奉行所与力で、吟味方筆頭市中取締役兼帯。本郷金助町在住。「庄兵衛組」を組織しているが、町方や南番所の組下からは「しょんべん組」と陰口をたたかれている。
裕福だが、頑固一徹で短気でわがまま、かつ強情で負けず嫌い。しかし、根はお人好しでおだてに乗りやすい性格。
一人娘の花世にだけはめっぽう甘い。趣味は万年青つくり。
花世
庄兵衛の一人娘。「稲荷の使」の時点で17歳。母とは早くに死に別れている。物事にこだわらない気さくな性格。顎十郎のことを本人の前で「顎」と呼んではばからず、また、そのことで顎十郎の逆鱗に触れることもない唯一の人物。
神田屋松五郎／ひょろ松
神田鍋町の御用聞で、庄兵衛の組下。通称「ひょろりの松五郎」、略して「ひょろ松」。事実上顎十郎の助手のような立場。顎十郎が駕籠屋になった後も、何かにつけては顎十郎に事件のことで相談をもちかけている。
「咸臨丸受取」の時点で34歳。小金井鴨下村の庄屋の跡取り息子であったが、百姓をきらって家督を弟にゆずった（「日高川」）。
藤波友衛
南町奉行所並同心。「ねずみ」の時点で32 - 3歳。江戸で一、二を争う捕物の名人だが、名人気質であり、辛辣・傲慢・偏屈で、あまり人に好かれぬ男。年中不機嫌。顎十郎に激しいライバル意識を抱いている。
せんぶりの千太
藤波友衛の組下で、藤波の右腕といわれる。
雷土々呂進（いかずち とどろしん）／とど助
駕籠かきとなった阿古長の相棒。九州あたりの浪人崩れ。「雷土々呂進」は世を忍ぶ仮の名であるらしいが、最後までその素性が明かされることはなかった。
伏鐘重三郎（ふせがね じゅうざぶろう）
「遠島船」と「両国の大鯨」に登場する盗賊。大がかりなトリックを好む。「伏鐘」という二つ名は、若いころ、地面に落ちた鐘の中から一瞬にして抜け出すというトリックを演じた、という逸話にちなむ。

## 書誌
- 『顎十郎捕物帖』谷川早名義、博文館、1940年4月。
- 『顎十郎評判捕物帳』谷川早名義、春陽堂、1941年4月。
  - 『顎十郎評判捕物帳 二巻』谷川早名義、春陽堂、1941年8月。
- 『幽霊遠島船』大東亜出版社、1943年8月。 - 満州国で出版。初めて久生十蘭の名義を用いる。
- 『顎十郎捕物帳』谷川早名義、鷺ノ宮書房、1947年2月。
- 『顎十郎捕物帳』（上・下）岩谷書店〈岩谷選書〉、1950年6月。 - 初めて全24話を収録。以後は全て久生十蘭名義。
- 『顎十郎捕物帳』岩谷書店、1951年8月。
- 『顎十郎評判捕物帳 (1)』春陽堂〈春陽文庫〉、1951年9月。 - 第2巻以降は未刊。
- 『平賀源内捕物帳』春陽堂、1952年3月。 - 生前最後の単行本。
- 『時代推理小説選集 第4 顎十郎捕物帳』秋田書店、1968年。
- 『久生十蘭全集 第4』三一書房、1970年。
- 『顎十郎捕物帳』広済堂出版、1972年。
- 『大衆文学大系 24 夢野久作 久生十蘭 橘外男』講談社、1973年。
- 『昭和国民文学全集 12 捕物小説五人集』筑摩書房、1974年。
- 『顎十郎捕物帳』（上・下）六興出版、1982年3月。
- 『日本探偵小説全集 8 久生十蘭集』東京創元社〈創元推理文庫〉、1986年10月。
- 『顎十郎捕物帳』朝日新聞社〈朝日文芸文庫〉、1998年5月。ISBN 4-02-264147-9
- 『定本 久生十蘭全集 2』国書刊行会、2009年1月。ISBN 978-4-336-05045-8

## 評価
推理作家の都筑道夫は、本作について、坂口安吾の『明治開化 安吾捕物帖』とともに「推理小説にもっとも近い捕物帳」と評価している。
ミステリ作品として高く評価されている一方、映像化の機会は少なく、そのため一般的な知名度は低い。これは、主人公が異相であるために映像化しにくいからではないかといわれている。

## 備考
唯一『新青年』に発表された作品である「遠島船」は、メアリー・セレスト号事件をモチーフとし、伊豆半島沖で鰹船が、無人の遠島船が漂流しているところを発見する、という筋書きとなっている。

## 新顎十郎捕物帳
都筑道夫が久生十蘭の遺族の許可を得て執筆した続編。1980年から1985年にかけて『小説現代』『別冊小説現代』に13編が発表された。顎十郎の設定は北町奉行所同心のままとなっている。以下は単行本収録順。
1. 児雷也昇天（『小説現代』1980年1月号）
2. 浅草寺消失（『小説現代』1983年9月号）
3. えげれす伊呂波（『小説現代』1983年1月号）
4. からくり土佐衛門（『小説現代』1980年6月号）
5. きつね姫（『小説現代』1981年11月号）
6. 幽霊旗本（『小説現代』1982年7月号）
7. 闇かぐら（『小説現代』1984年2月号）
8. 三味線堀（『小説現代』1984年8月号、初出「三味線堀白雨」）
9. 貧乏神（『別冊小説現代』1984年新秋号、初出「座敷牢の神」）
10. 亀屋たばこ入（『別冊小説現代』1985年新春号）
11. 離魂病（『別冊小説現代』1985年早春号）
12. さみだれ坊主（『小説現代』1985年5月号）
13. 閻魔堂橋（『別冊小説現代』1985年新秋号）

なお、都筑はこのほかにも、パロディ作品『顎十郎もどき』（初出『オール讀物』1981年7月号、『捕物帳もどき』文藝春秋〈文春文庫〉、1984年、所収）を執筆している。

### 単行本
- 『新 顎十郎捕物帳』講談社〈講談社ノベルス〉、1984年5月。ISBN 4-06-181116-9。新版、2007年。
  - 『新 顎十郎捕物帳』講談社〈講談社文庫〉、1988年6月。ISBN 4-06-184231-5
- 『新 顎十郎捕物帳 2』講談社〈講談社ノベルス〉、1985年11月。ISBN 4-06-181220-3
  - 『新 顎十郎捕物帳 2』講談社〈講談社文庫〉、1988年10月。ISBN 4-06-184317-6

## 映画
1955年（昭和30年）公開の日活映画『おしゅん捕物帖 謎の尼御殿』（滝沢英輔監督）は、本作の「都鳥」を原作としている。ただし顎十郎は登場せず、主演の月丘夢路がおしゅん役で謎を解く、という設定である。

## テレビドラマ

### 鎌いたち ―顎十郎捕物帳―（1957年）
「鎌いたち ―顎十郎捕物帳―」は、1957年（昭和32年）2月5日から26日まで、NHKテレビで放送された。全4回、白黒放送。

#### キャスト
- 仙波阿古十郎 - 伊藤雄之助
- 森川庄兵衛 - 大森義夫
- 銀蔵 - 藤山竜一
- 花世 - 加代キミ子
- 藤波友衛 - 中村又五郎
- ひょろりの松五郎 - 成瀬昌彦
- せんぶり千太 - 福原秀雄
- 中間長助 - 長浜藤夫
- 田村市兵衛 - 森野五郎
- 半平 - 辻村眞人
- 弥吉 - 飯田覚三
- 露乃 - 東恵美子
- おさめ - 本山可久子
- 堀江陣八 - 西村晃

#### スタッフ
- 原作 - 久生十蘭
- 脚色 - 西川清之
- 音楽 - 芥川也寸志
- 演出 - 永山弘

### 顎十郎捕物帳（1968年）
「顎十郎捕物帳」（あごじゅうろうとりものちょう）とは、TBS系列のナショナル劇場（後にパナソニック ドラマシアター→現在の月曜ミステリーシアター）枠で1968年5月27日から8月5日まで放送された時代劇である。ナショナル劇場最後の白黒放送である。

#### キャスト
- 仙波顎十郎：若林豪
- 森川花世：大原麗子
- 森川庄兵衛：志村喬
- 藤波友衛：高島史旭
- お艶：富士真奈美
- 悠木千帆
- 青空あきお
- 青空はるお
- 島田正吾

#### スタッフ
- 原作：久生十蘭「顎十郎捕物帳」
- 脚本：柴英三郎、向田邦子
- 演出：久世光彦